# Llau de la Cadolla
La llau de la Cadolla és una llau afluent del riu de Serradell que discorre íntegrament pel terme de Conca de Dalt, al Pallars Jussà, dins del seu antic terme de Toralla i Serradell, en territori del poble de Serradell.
Es forma a més de 1.000 metres d'altitud, al nord-oest de Serradell, dalt de les roques que envolten el poble per aquell costat. Passa pel mig de la Costa, davalla per l'oest de Serradell, en direcció nord-oest - sud-est, deixant a llevant els paratges de la Cadolla, Terrancolom i les Comes, i a ponent, les de lo Camp, Camparriu i la Vinya. Travessa el Camí Vell de Toralla, a llevant de la Borda de Camparriu, i al cap de poc s'aboca en el riu de Serradell.